# Cercle de Goseck
 (avril 2021).
Le cercle de Goseck est un ensemble de trois cercles concentriques, constitués à l'origine de pieux et de monticules de terre, datés du Néolithique et situés près de Goseck, dans le Land de Saxe-Anhalt, en Allemagne.

## Historique
Le cercle de Goseck a été découvert par archéologie aérienne en août 2003.

## Description
Le cercle de Goseck est constitué de trois cercles concentriques faits à l'origine de terre et de pieux. Le cercle extérieur mesure 75 m de diamètre. Les trois ouvertures aménagées dans l'enceinte coïncideraient avec les levers et couchers du soleil aux solstices d’hiver et d’été. L’existence d’un quatrième cercle extérieur, qui aurait disparu au fil des âges, reste discutée.
Le site a été daté d'environ 4800 av. J.-C., ce qui correspond au Néolithique ancien.

## Interprétation
Wolfhard Schlosser, de l’université de la Ruhr, à Bochum, astronome spécialisé en archéoastronomie, a étudié le site. Il pourrait s'agir selon lui d’un observatoire astronomique destiné à des fins agricoles. Le site aurait permis aux premiers agriculteurs de la région de connaitre avec précision le calendrier de leurs travaux. La connaissance du cycle solaire était en effet importante pour déterminer le moment des semailles, des moissons, et des différentes étapes des travaux agricoles.
Selon Schlosser, Goseck ne serait pas seulement une « construction calendaire », mais aussi une « construction sacrée ». Le site aurait été édifié certes pour suivre le déroulement du temps, mais aussi pour l’observation des phénomènes astronomiques tels que les mouvements des astres les plus proches (lune et soleil, étoiles et planètes) et en tirer des usages rituels.

## Vestiges
Les fouilles des restes de maisons voisines en bois-argile ont fourni une variété de grains et la preuve de la domestication des chèvres, moutons, porcs et vaches. Les fermiers avaient atteint l'Allemagne environ 500 ans avant l'édification des cercles de Goseck.
Des restes de pierres taillées, céramiques, fonderie et tissages ont été trouvés sur le site, ce qui semble indiquer une utilisation du lieu sur une longue période.

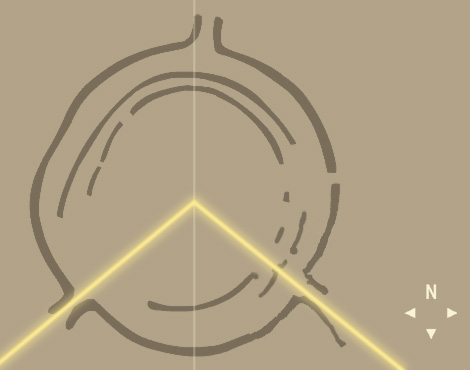
En jaune : représentation du solstice d'hiver, tel que projeté sur le site, il y a 6 800 ans (la ligne verticale trace le méridien astronomique).
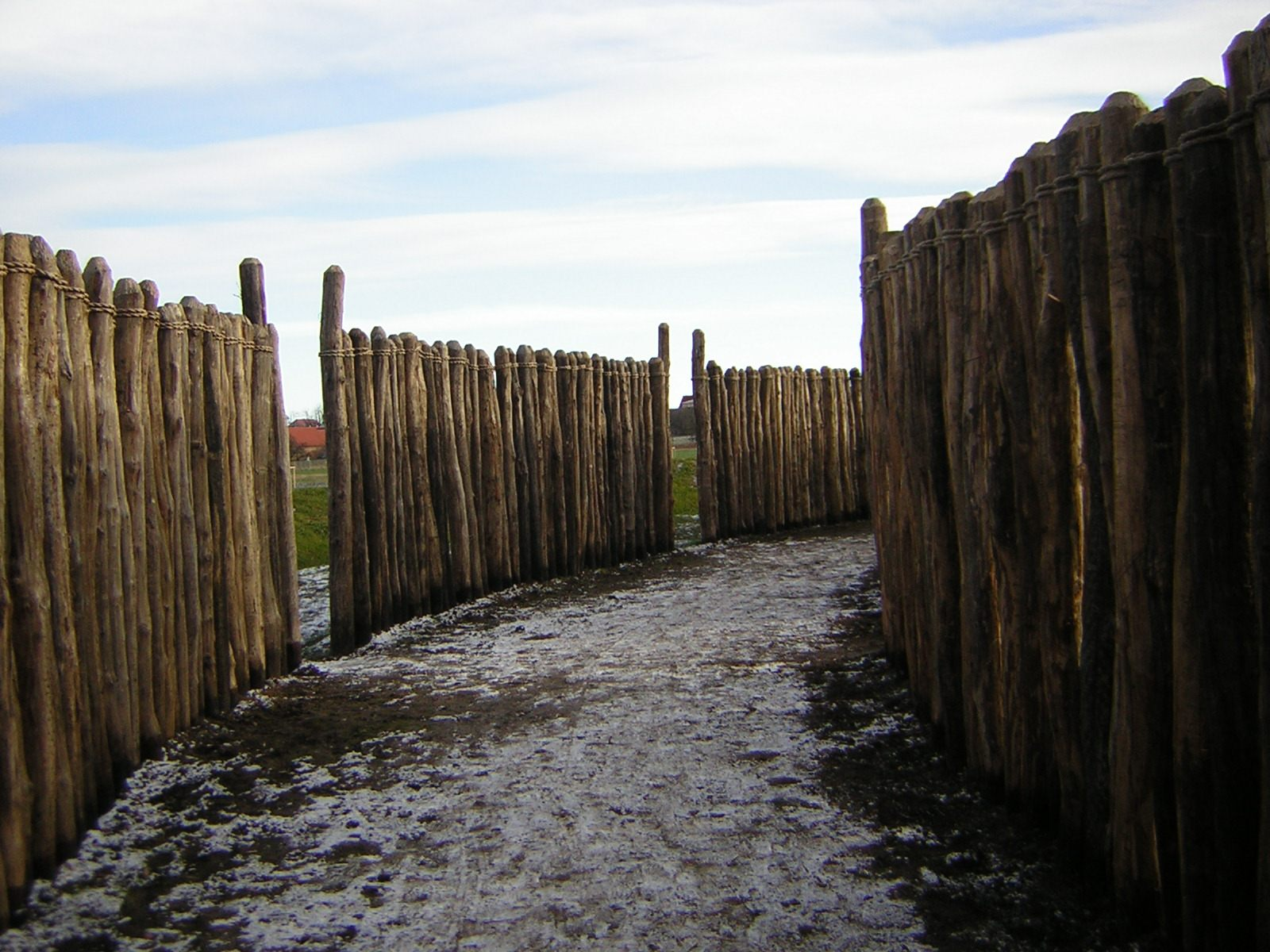
Les palissades interne et médiane reconstituées
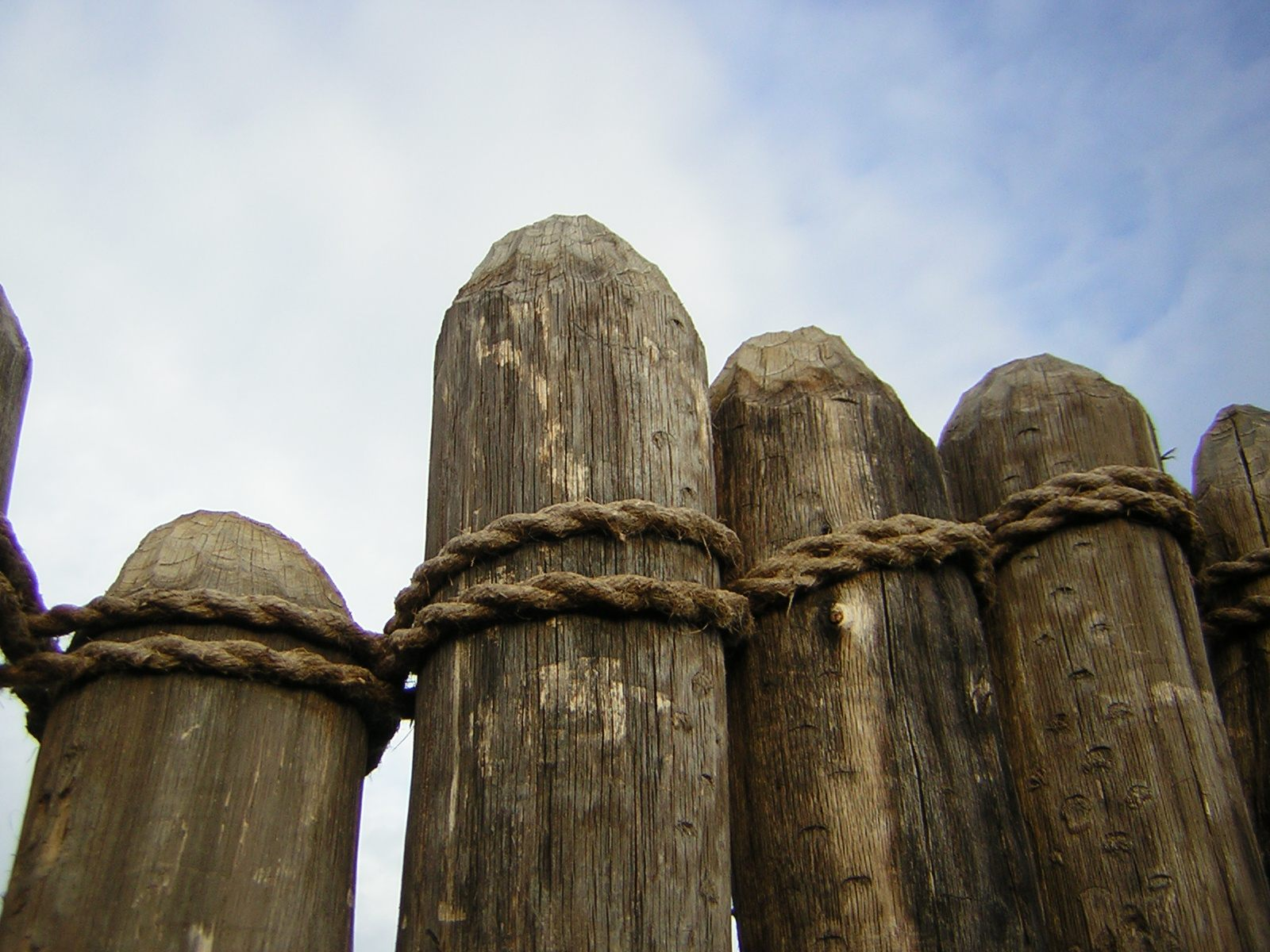
Détail de la palissade reconstituée

## Autres sites européens

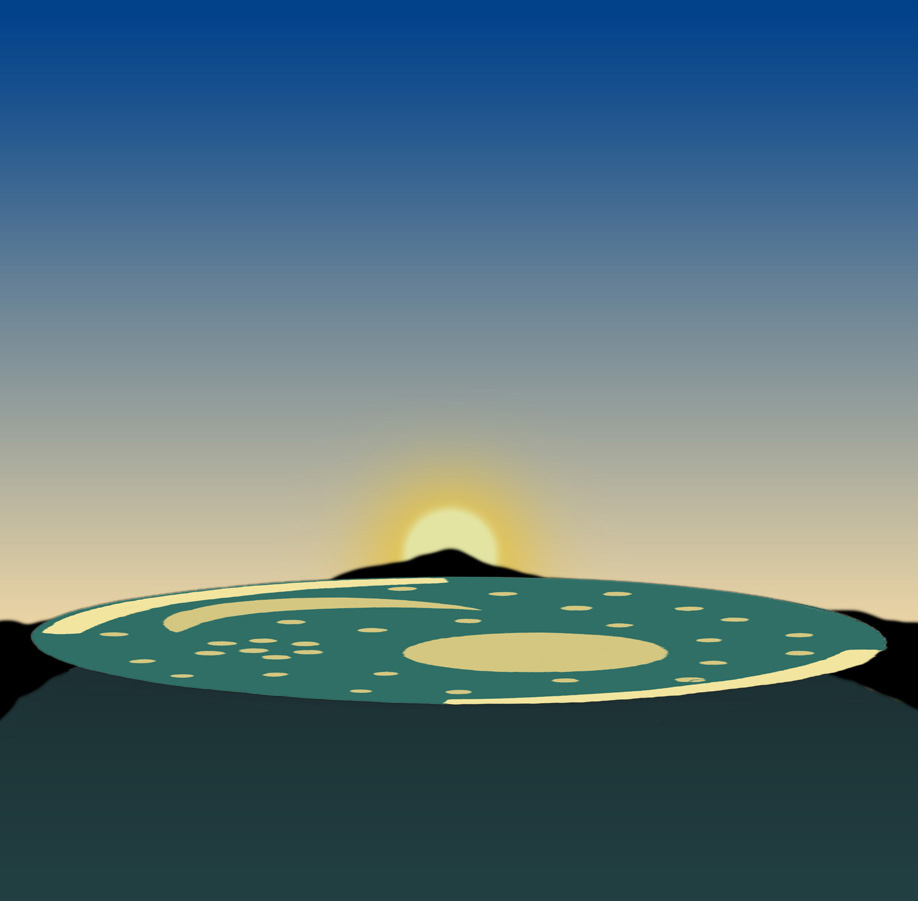
Au solstice d'été à Nebra, le soleil se couche derrière le Brocken, ce qui permet d'imaginer une orientation possible du disque lors de son utilisation.

D'autres sites comparables d'Europe centrale comprennent habituellement quatre cercles concentriques de terre et de bois, tandis que Goseck ne comporte que trois cercles concentriques.
Le site de Stonehenge (Wiltshire, Angleterre), les Externsteine près de Paderborn, en Saxe, et Goseck se trouvent tous sur le 51e parallèle. Cependant, le cercle de Goseck est antérieur d'environ 2 500 ans au site de Stonehenge.

## Disque de Nebra
On a rapproché les cercles de Goseck d’une autre découverte faite à environ 25 km : le disque céleste de Nebra. En effet, bien que ce disque ait été créé 3 200 ans plus tard, durant l'Âge du bronze, la conformation du site de Goseck, son orientation et le marquage des solstices d’hiver et d’été semble offrir des similarités avec le disque de Nebra.